# Overcome (singel Creed)
Overcome – pierwszy singel zespołu Creed z ich czwartego albumu studyjnego o nazwie "Full Circle".

## Wykonawcy
- Scott Stapp - śpiew
- Mark Tremonti - gitara elektryczna
- Brian Marshall - gitara basowa
- Scott Phillips - perkusja